# Zug (Schienenverkehr)

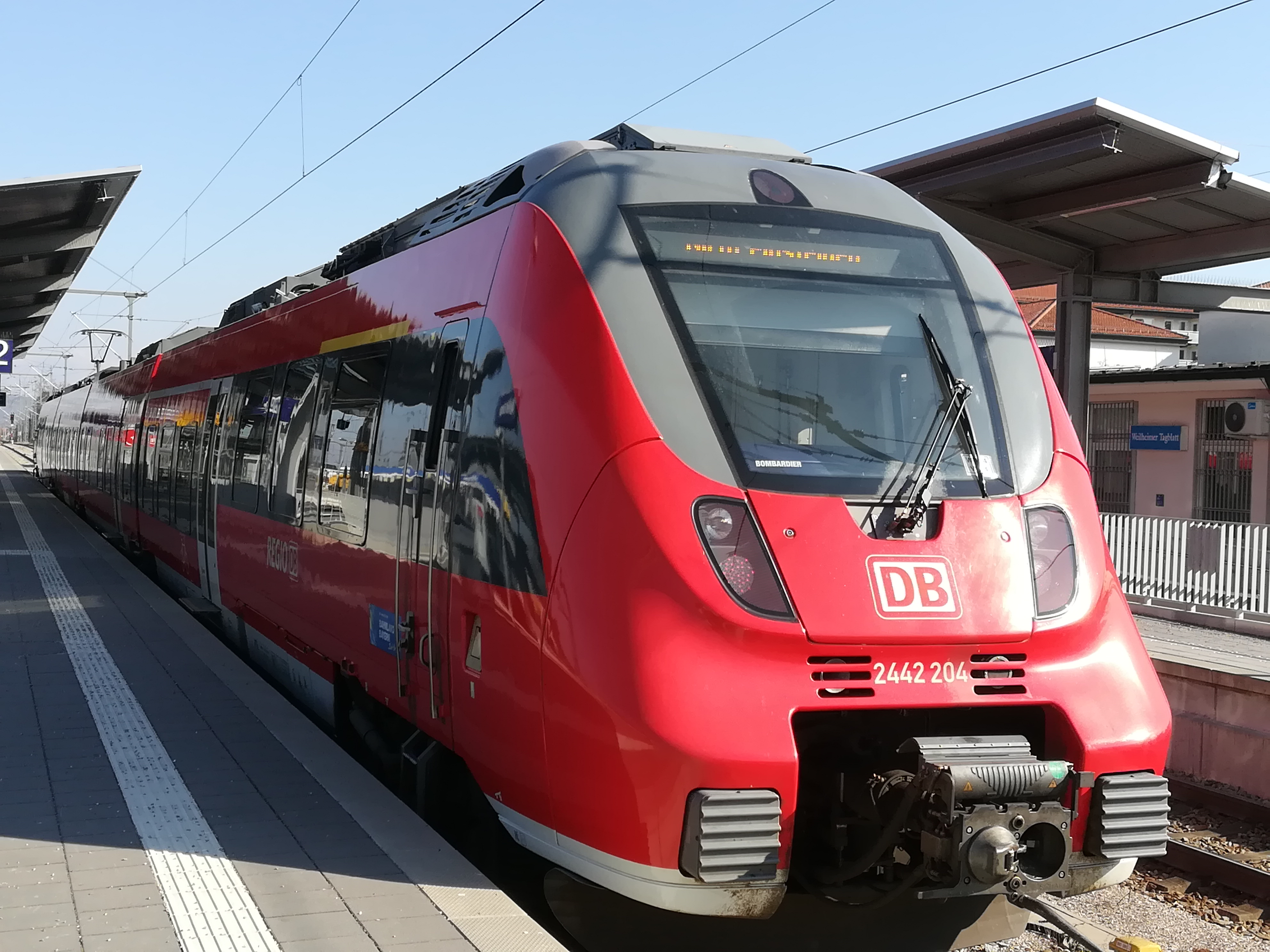
Bombardier Talent 2 im Bahnhof Weilheim

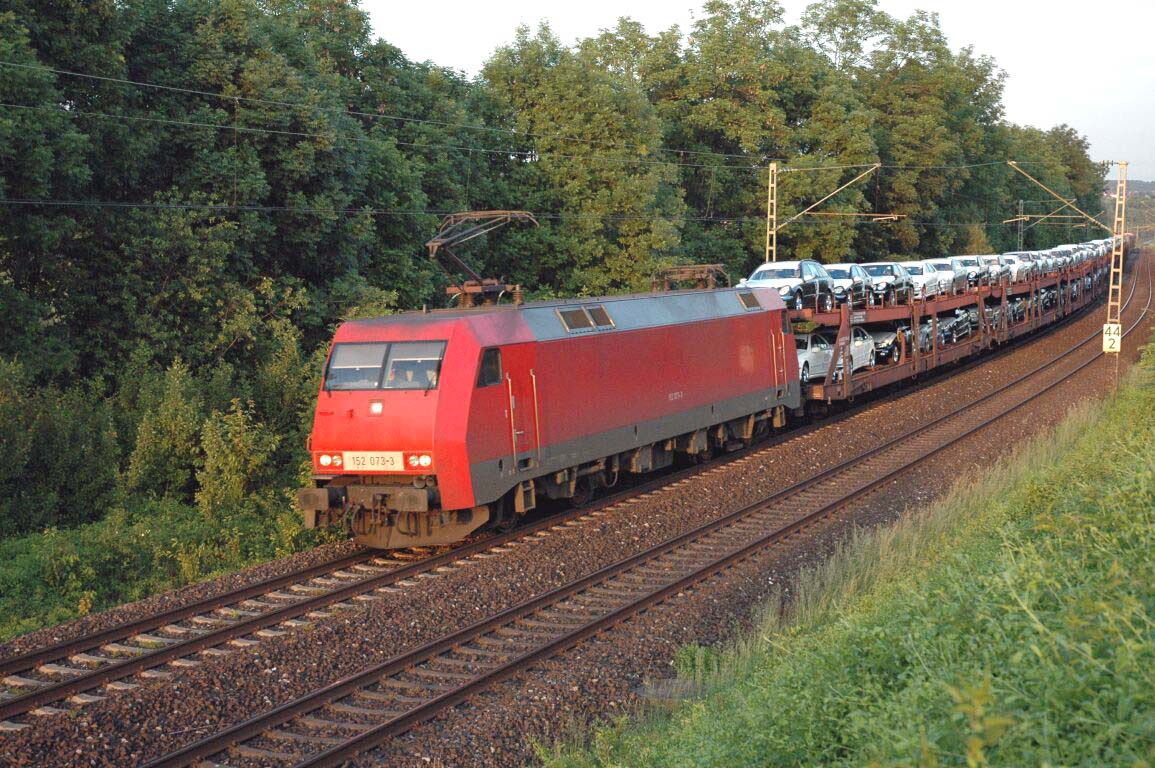
Güterzug (Ganzzug) der DB im Auftrag der Mercedes-Benz Group

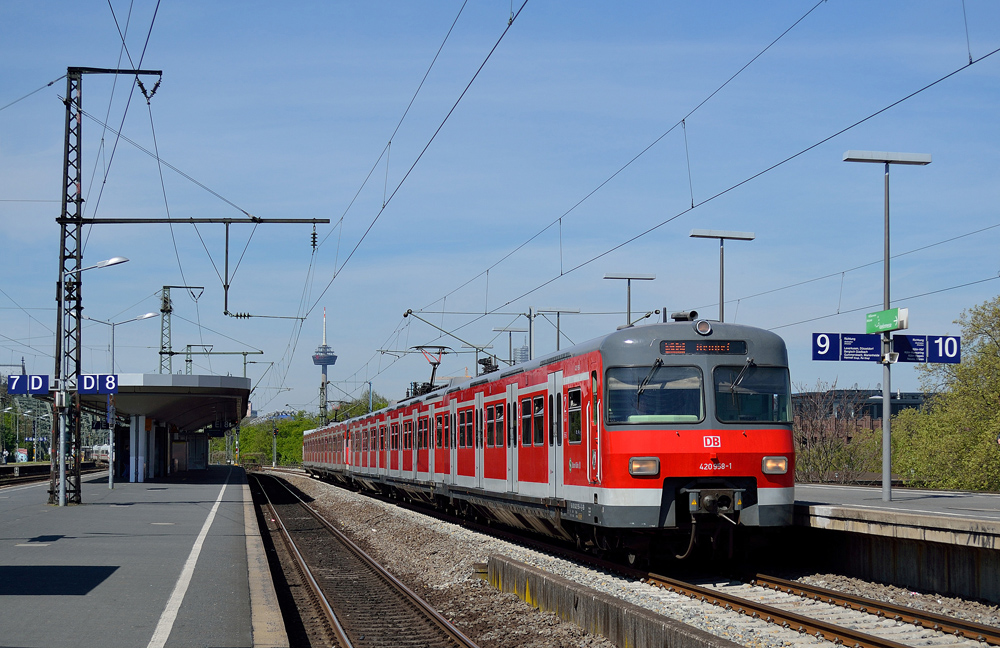
Ein Zug der S-Bahn Köln im Bahnhof Köln Messe/Deutz, Mai 2016

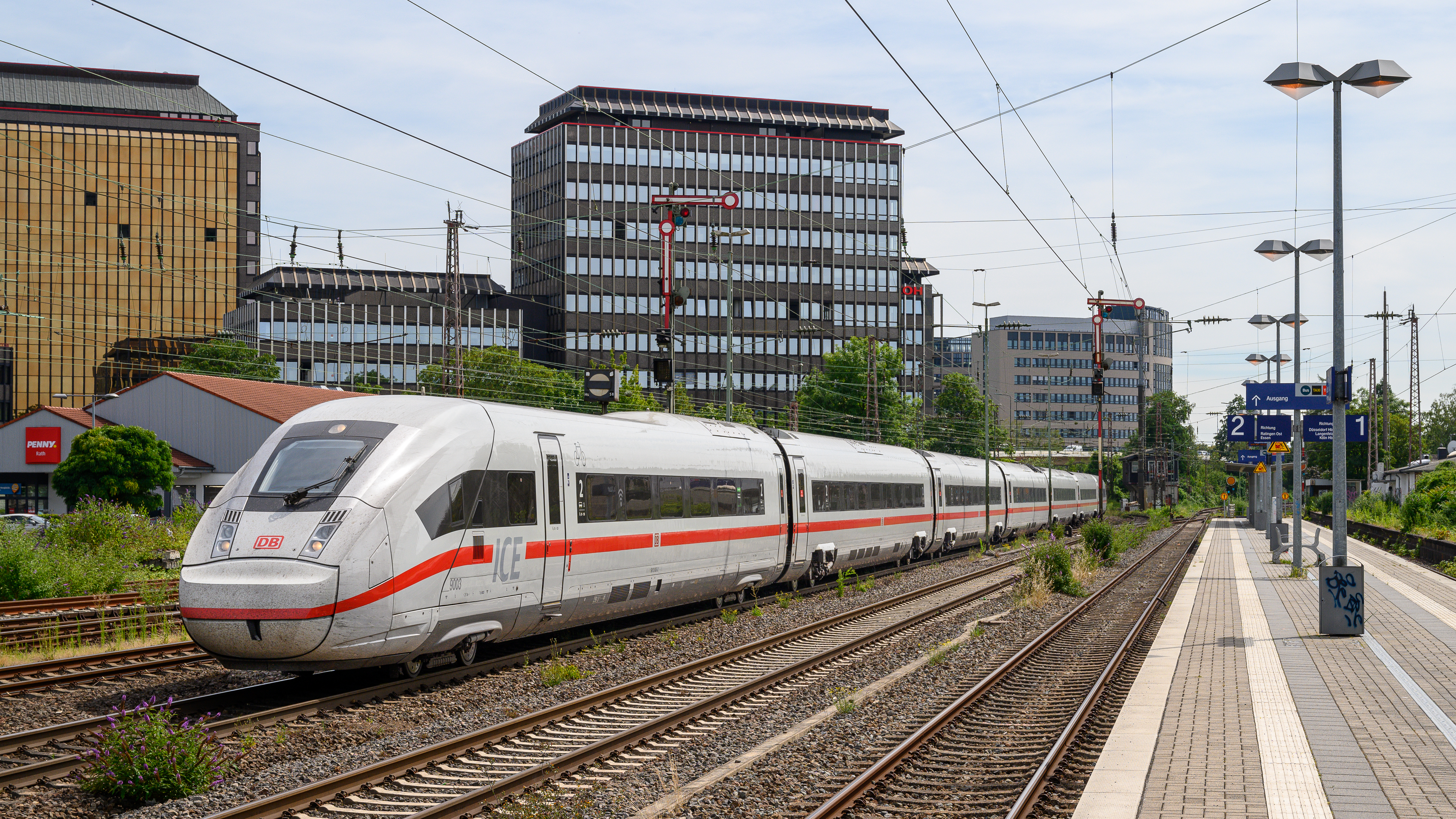
ICE 4-Hochgeschwindigkeitszug im Bahnhof Düsseldorf-Rath

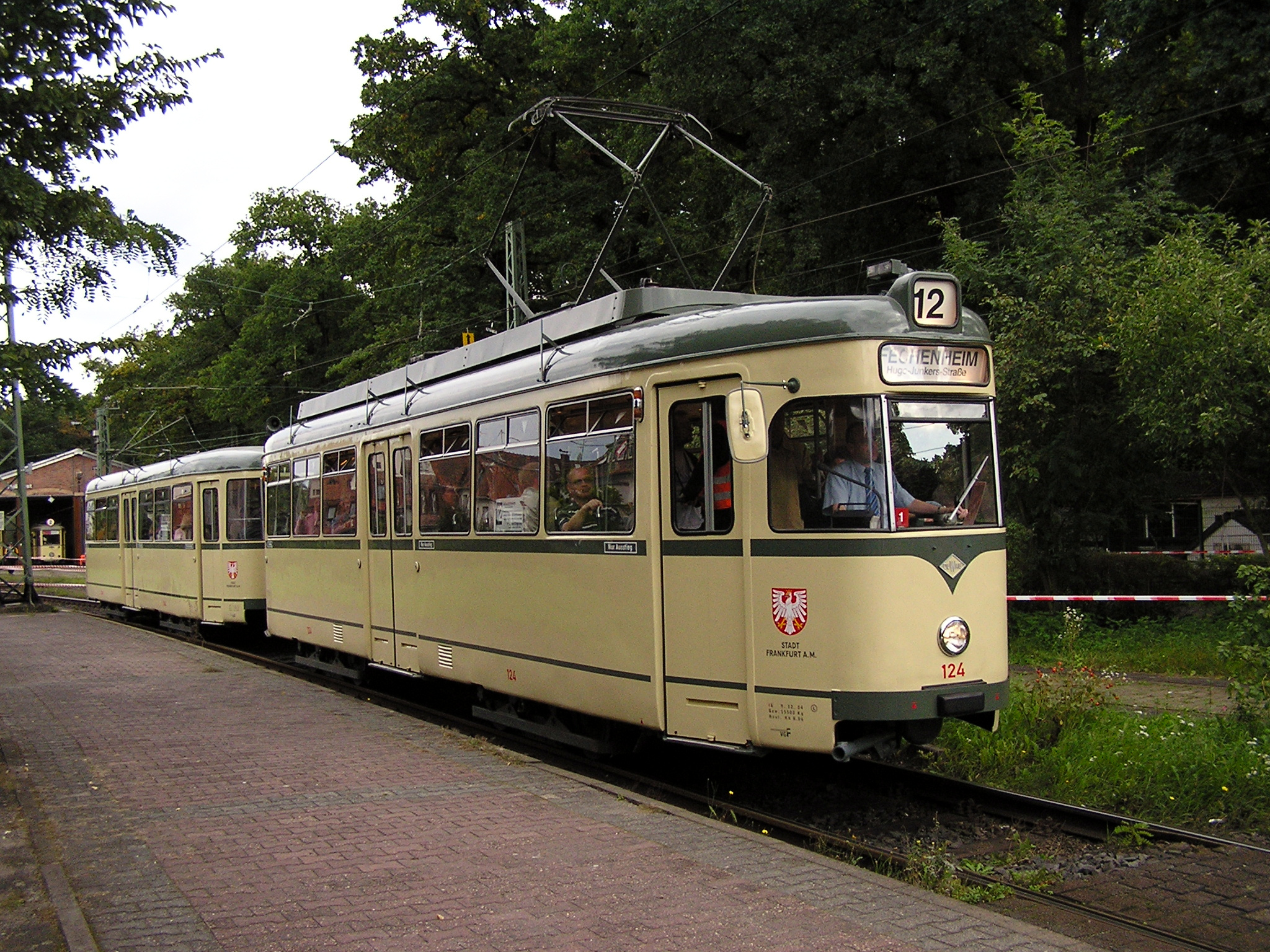
Museumsstraßenbahnzug in Frankfurt

Ein Zug (auch „eine Zugfahrt“) ist ein Verbund aus Schienenfahrzeugen oder ein einzelnes Schienenfahrzeug, der/das auf die freie Strecke übergeht. In der Schweiz werden Zugfahrten auch als signalmässige Fahrten bezeichnet. Sie unterscheiden sich von Rangierfahrten in einem Bahnhof oder von abgestellten Garnituren.
Ein Verbund aus Schienenfahrzeugen – unabhängig davon, ob er als Zugfahrt oder Rangierbewegung verkehrt oder abgestellt ist – wird Zugverband oder Zugeinheit genannt. In der Schweiz, wo die erste Bezeichnung für nacheinander in einer Fahrplantrasse verkehrende Einheiten im Folgezugbetrieb steht, werden dagegen die Begriffe Zugskomposition oder Zugkomposition genutzt. Gekuppelte Wagen ohne Triebfahrzeug heißen in Deutschland und Österreich Wagenzug.

## Definition

### Deutschland
Für Eisenbahnen in Deutschland werden Züge in § 34 (1) der Eisenbahn-Bau- und Betriebsordnung (EBO) definiert:

„Züge sind die auf die freie Strecke übergehenden, aus Regelfahrzeugen bestehenden, durch Maschinenkraft bewegten Einheiten und einzeln fahrende Triebfahrzeuge. Geeignete Nebenfahrzeuge dürfen wie Züge behandelt oder in Züge eingestellt werden.“

Die EBO enthält in §§ 34 und 35 weitere Vorschriften für Züge, wie z. B.
- Zugschluss- und Spitzensignal (§ 34 Abs. 6),
- Längenbegrenzung (§ 34 Abs. 8),
- Bremsen (§ 35).

Jeder Zugfahrt wird eine pro Tag und Infrastrukturbetreiber eindeutige Zugnummer zugeordnet.
Das Erfordernis, auf die freie Strecke überzugehen, ist insoweit veraltet, als mit der Einführung von elektronischen Stellwerken (ESTW) vermehrt ehemals getrennte Betriebsstellen aus sicherungstechnischer Sicht zu einer Betriebsstelle zusammengefasst werden, insbesondere dort, wo durch das „Ineinanderliegen“ der Einfahrsignale auch sonst keine freie Strecke vorhanden wäre. Daher fordert das Regelwerk der DB Netz das Vorhandensein eines Fahrplans:

„Züge sind auf die freie Strecke übergehende oder innerhalb eines Bahnhofs nach einem Fahrplan verkehrende einzeln fahrende Triebfahrzeuge oder Einheiten, die zusammengesetzt sein können aus arbeitenden Triebfahrzeugen oder arbeitenden Triebfahrzeugen und dem Wagenzug, in den Wagen oder nicht arbeitende Triebfahrzeuge eingestellt sind.
Geeignete Nebenfahrzeuge dürfen wie Züge behandelt oder in Züge eingestellt werden. Das Eisenbahnverkehrsunternehmen gibt dem Zugpersonal bekannt, welche Nebenfahrzeuge für Züge geeignet sind.
Züge werden in Reise- und Güterzüge eingeteilt.“

Die in § 1 BOStrab gegebene Definition für Straßenbahnen in Deutschland ergibt Ähnliches:

„Züge sind auf Streckengleise übergehende Einheiten. Sie können als Personen- oder Betriebszüge verkehren und aus einem oder mehreren Fahrzeugen bestehen.“

Im Rahmen des Betrieblichen Zielbildes der DB Netz soll ab 2035 die Unterscheidung von Zug- und Rangierfahrten aufgehoben werden. Stattdessen soll sich die Funktionalität des Betriebs und die zugehörigen Prozesse an den ETCS-Betriebsarten orientieren.

### Andere Länder

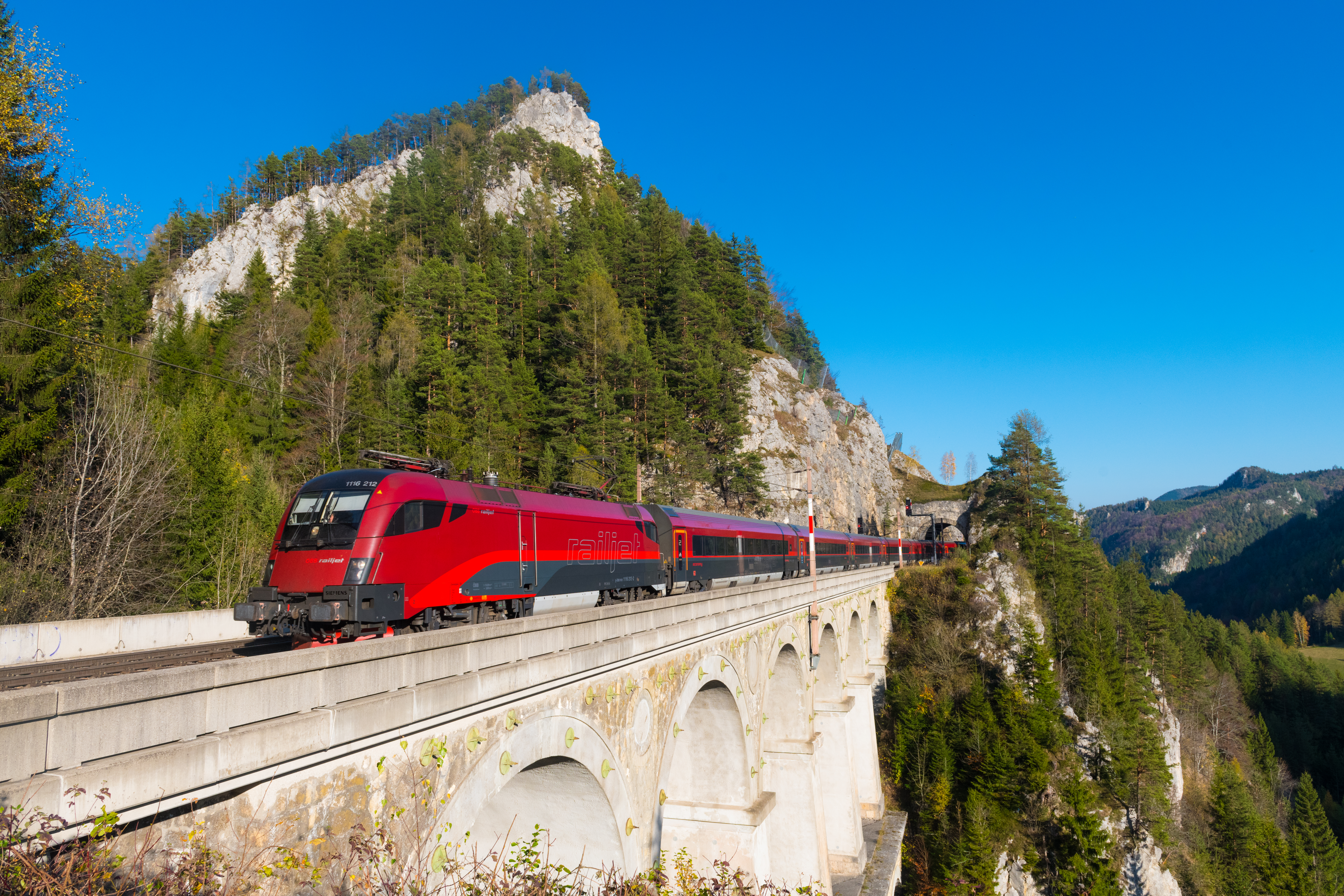
ÖBB Railjet auf der Semmeringbahn

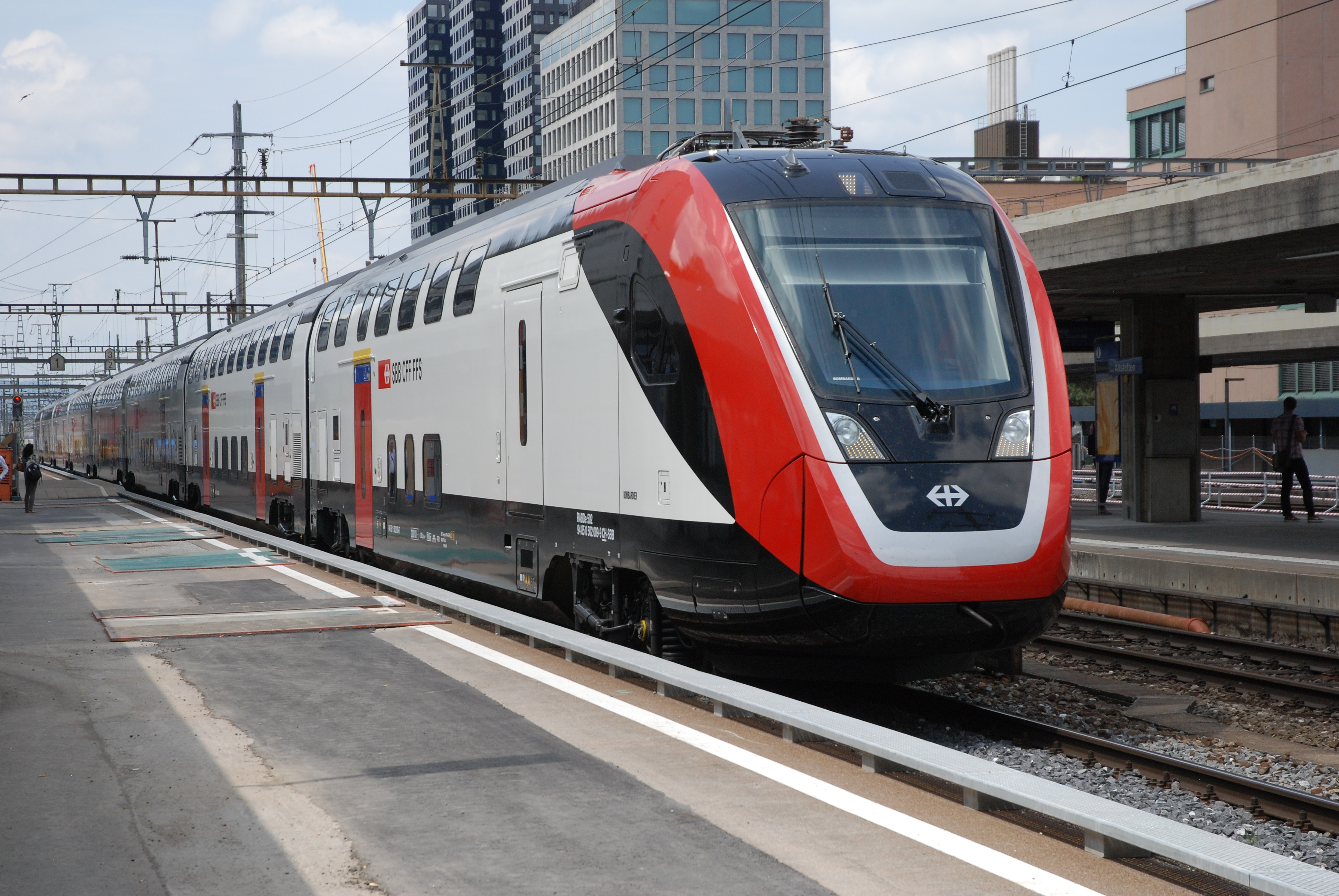
Ein Zug der SBB in Zürich Altstetten, Juni 2018

In der Schweiz gelten „einzelne oder zusammengekuppelte Triebfahrzeuge mit oder ohne Wagen, die auf die Strecke übergehen, und zwar vom Zeitpunkt ihrer Übernahme durch das Fahrpersonal […] bis zu ihrer Ankunft […], ausgenommen während Rangierbewegungen“ als Zug. Eine Zugfahrt bezeichnet eine „Fahrt im Bahnhof und auf der Strecke, die durch Hauptsignale gesichert und geregelt ist, sowie Züge im Bereich mit Führerstandsignalisierung“.
Nach österreichischer Definition gilt:

„Züge sind Tfz, die allein oder mit anderen Fahrzeugen auf die freie Strecke übergehen.“

Ähnliche Definitionen gibt es auch in anderen Ländern.
Eine Zugkomposition kann nacheinander mehrere Zugfahrten (mit unterschiedlichen Zugnummern) absolvieren. Ebenso ist es möglich, dass während einer Zugfahrt unterwegs die Fahrzeuge (komplett oder teilweise) wechseln – beispielsweise bei Kurswagen oder einem Zugtausch –, jedoch dieselbe Zugfahrt fortgesetzt wird.
Züge von anderen Verkehrssystemen als der Eisenbahn werden umgangssprachlich oft mit dem Namen des Verkehrssystems bezeichnet, z. B. Straßenbahnzüge als Straßenbahnen.

## Arten der Zugbildung

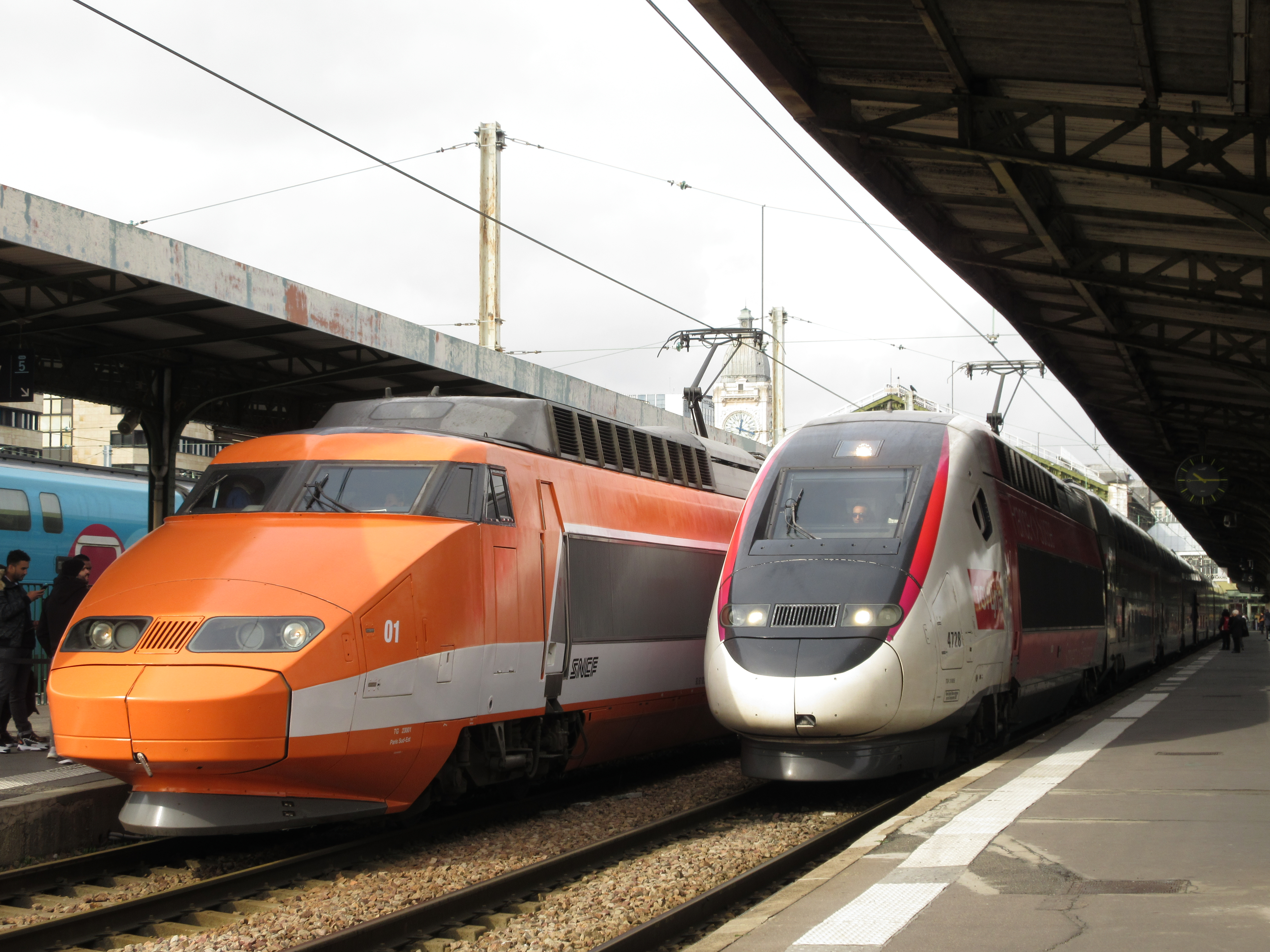
Zwei französische Hochgeschwindigkeitszüge TGV unterschiedlicher Generationen

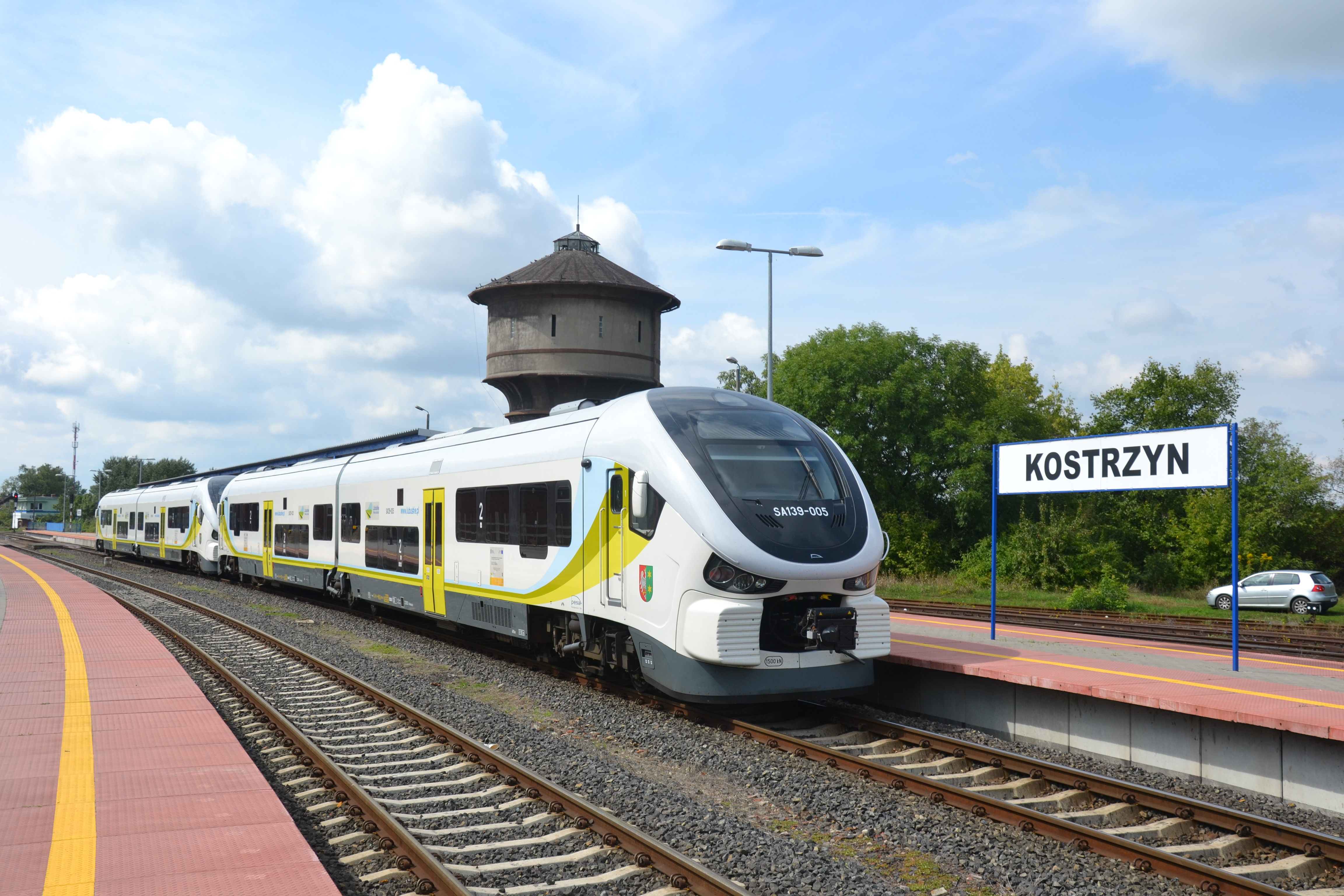
Dieseltriebwagen der Bauart Pesa Link

Hinsichtlich der Art der Fahrzeuge und ihrer Anordnung im Zug werden folgende Arten der Zugbildung unterschieden:
- Von einer Lokomotive beförderte, sogenannte „lokbespannte“ Züge. Die Lokomotive kann sich dabei in Fahrtrichtung gesehen an der Spitze (häufig auch als „Zugspitze“ bezeichnet) des Wagenparks oder an anderer Stelle im Zug befinden. In jedem Fall muss aber der Zug von der Spitze, ggf. von einem Steuerwagen aus, gesteuert werden. Ist dies in beide Richtungen gegeben, spricht man auch von einem Wendezug, da ein Fahrtrichtungswechsel ohne Änderungen der Zugkomposition möglich ist.
- Triebzüge, mit eigenem Antrieb versehene, im Regelbetrieb nicht trennbare Einheiten aus mehreren Fahrzeugen. Sie werden je nach Funktion als Triebwagen/Triebkopf, Mittel- und Endwagen bezeichnet. Beispielsweise sind die ICE 1 der Deutschen Bahn Triebzüge, die von je einem Triebkopf an den Zugenden angetrieben und gesteuert werden.
- Triebwagenzüge. Sie bestehen aus einem oder mehreren, außerhalb von Werkstätten trenn- und kuppelbaren Trieb-, Mittel-, Bei- und Steuerwagen.

## Arten der Beförderung
Unterschieden werden Züge auch nach der Art dessen, was sie transportieren:
- Reisezüge befördern Reisende oder Autotransportwagen.
- Güterzüge befördern Ladegut.
- Gemischte Züge transportieren sowohl Reisende als auch Güter.
- Lokzüge sind Züge, die ausschließlich aus einer oder mehreren Lokomotiven gebildet sind.

## Zugbeeinflussung
Zugfahrten unterliegen einer technischen Überwachung durch Zugbeeinflussungssysteme. 
Unterschieden wird dabei zwischen punktförmiger Zugbeeinflussung, die zum Beispiel durch Gleismagneten erfolgt und linienförmiger Zugbeeinflussung, bei der eine kontinuierliche Überwachung mittels Informationsübertragung durch im Gleis verlegte Linienleiter oder per Funk stattfindet, über welche zulässige Geschwindigkeiten und Bremspunkte übermittelt werden. Ein international zur Anwendung kommendes System ist ETCS.

## Zugspitze und Zugschluss
Das in Fahrtrichtung vordere Ende eines Zuges wird grundsätzlich als Zugspitze bezeichnet, das in Fahrtrichtung hintere Ende als Zugschluss. Gekennzeichnet wird beides jeweils durch entsprechende Zugsignale, in Deutschland Zg 1 und Zg 2. International sind die Zugsignale bisher nur teilweise harmonisiert.
Beim Rangieren können dagegen alternativ auch Fahrzeugsignale Anwendung finden.